# Partido judicial de La Carolina
El partido judicial de La Carolina es el partido judicial n.º 3 de la provincia de Jaén y uno de los diez partidos judiciales en los que se divide la provincia de Jaén, en España, y creado por Real Decreto en 1983.

## Ámbito geográfico
| Partido Judicial | Capital de partido | Municipios que comprende                                                                                                   |
| ---------------- | ------------------ | --- |
| 3                | La Carolina        | Aldeaquemada, Arquillos, Baños de la Encina, Carboneros, La Carolina, Guarromán, Navas de San Juan, Santa Elena y Vilches. |